# 1127

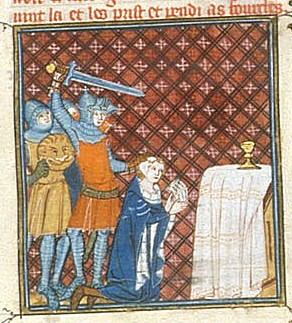
Moord op Karel de Goede van Vlaanderen

Het jaar 1127 is het 27e jaar in de 12e eeuw volgens de christelijke jaartelling.

## Gebeurtenissen
januari
- 1 - Robert van Glouchester, bastaardzoon van koning Hendrik I van Engeland, spreekt als eerste steun uit voor Mathilde van Engeland als toekomstig troonopvolger.
- 9 - De Jurchen van de Jin-dynastie plunderen Kaifeng, de hoofdstad van de Song-dynastie. Keizer Qinzong doet troonsafstand. Een deel van de hofhouding vlucht en sticht de Zuidelijke Song-dynastie met Hangzhou als hoofdstad.

maart
- 2 - In de St. Donaaskerk van Brugge wordt Karel de Goede, de graaf van Vlaanderen, vermoord.
- 23 - Onder druk van koning Lodewijk VI van Frankrijk kiezen de Pairs van Vlaanderen Willem Clito, kleinzoon van Mathilde van Vlaanderen, als nieuwe graaf van Vlaanderen. Maar er rijst verzet tegen hem van onder meer de steden Brugge en Gent, Willem van Ieper en Diederik van de Elzas.

april
- 6 - Brugge verkrijgt stadsrechten. De omwalling van de stad wordt gebouwd.
- 28 - De latere koning Béla II van Hongarije trouwt met Helena van Servië

juli
- 26 - Willem II van Apulië gestorven en opgevolgd door Rogier II van Sicilië

december
- december - Koenraad van Zwaben wordt met de steun van de Vrije Steden, het hertogdom zwaben en het hertogdom Oostenrijk gekozen tot tegenkoning tegen Lotharius III.

zonder datum
- Grote stadsbrand in Münster.
- Bohemund II van Antiochië trekt ten strijde tegen de moslims. Hij neemt Kafartab en Shaizar in, en richt een slachting aan onder de inwoners.
- Aardenburg en Sint-Omaars krijgen stadsrechten.
- Harald IV reist van Ierland naar Noorwegen en beweert een zoon van Magnus III te zijn. Koning Sigurd I erkent hem als broer.
- Wivina van Bijgaarden wordt kluizenares. (traditionele datum)
- Het graven van de Vaartsche Rijn wordt begonnen.
- Voor het eerst genoemd: Etterbeek, Lichtervelde, Raatshoven

## Opvolging
- Aumale - Stefanus opgevolgd door zijn zoon Willem
- Mâcon - Willem III van Bourgondië opgevolgd door zijn neef Willem III
- Mosoel - Zengi in opvolging van Izz' al-Din Masud
- Paderborn - Hendrik II van Werle opgevolgd door Bernard I van Oesede
- Thouars - Amalrik V opgevolgd door zijn neef Amalrik VI
- Vlaanderen - Karel de Goede opgevolgd door Willem Clito

## Geboren
- 9 april - Hugo II, graaf van Vermandois en Valois
- 18 oktober - Go-Shirakawa, keizer van Japan (1155-1158)
- Constance, vorstin van Antiochië (1130-1163)
- Elisabeth van Courtenay, Frans edelvrouw (jaartal bij benadering)
- Otto I, maarkgraaf van Brandenburg (jaartal bij benadering)

## Overleden
- 2 maart - Karel de Goede, graaf van Vlaanderen (vermoord)
- 11 april - Bertulf, kanselier van Vlaanderen
- 26 juli - Willem II, hertog van Apulië (1111-1127)
- 12 november - Godebald, bisschop van Utrecht
- Amalrik V (~32), burggraaf van Thouars (vermoord)
- Boudewijn III van Gent, heer van Aalst (hoofdwond)
- Fulcher van Chartres, Frans kruisvaarder en geschiedschrijver
- Gozewijn, heer van Avesnes
- Lý Nhân Tông (~61), keizer van Vietnam (1072-1127)
- Stefanus, graaf van Aumale
- Willem III (~17), graaf van Bourgondië en Mâcon